# 湖北地域消防組合
座標: 北緯35度22分39.8秒 東経136度17分10.7秒 / 北緯35.377722度 東経136.286306度

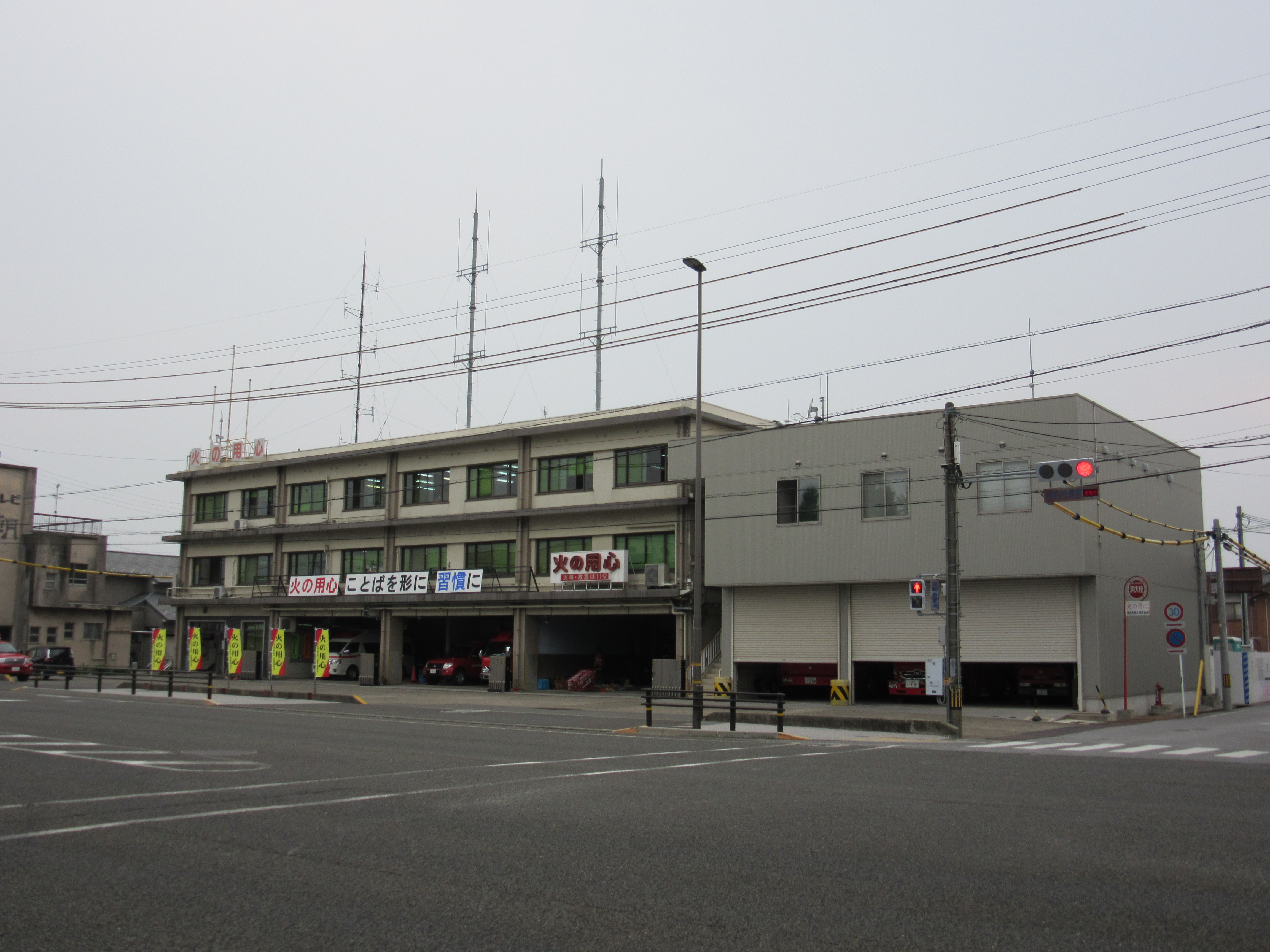
旧長浜消防署（旧湖北地域消防組合本部）

湖北地域消防組合（こほくちいきしょうぼうくみあい）は、滋賀県長浜市、米原市によって組織される一部事務組合（消防組合）である。

## 概要
2023年（令和5年）現在
- 組合事務所：長浜市平方町1135
- 消防本部：長浜市平方町1135
- 管内面積：931.41km2
- 職員定数：218人
- 消防署2カ所、分署2カ所、出張所6カ所
- 主力機械
  - 普通消防ポンプ自動車：9
  - 水槽付消防ポンプ自動車：5
  - はしご付消防自動車：1
  - 化学消防自動車：1
  - 救急自動車：11
  - 指揮車：6
  - 救助工作車：2
  - 水難救助車：1
  - 資機材搬送車：2
  - 査察車：2
  - 人員搬送車：1
  - 人員輸送車：1
  - 業務車：10

## 沿革
- 2003年（平成15年）10月31日 - 4消防本部を統合し、湖北地域1市12町を管轄する新消防本部設立の準備のため、「湖北地域消防本部設立委員会」を設置[1]。
  - この当時の消防本部の管轄は以下の通りであった[2]。
    - 長浜市消防本部[注 1]
      - 長浜市

    - 坂田郡広域行政組合消防本部[注 2]
      - 坂田郡米原町・伊吹町・山東町・近江町（現・米原市）

    - 東浅井郡広域行政組合消防本部[注 3]
      - 東浅井郡浅井町・びわ町・虎姫町・湖北町（現・長浜市）

    - 伊香郡消防組合消防本部[注 4]
      - 伊香郡高月町・木之本町・余呉町・西浅井町（現・長浜市）
- 2005年（平成17年）
  - 2月14日 - 坂田郡米原町・伊吹町・山東町が合併し、米原市が発足。
    - 坂田郡広域行政組合消防本部の構成自治体が1市1町となる。同時に坂田広域行政組合消防本部に改称[2][3]。

  - 9月1日 - 広域再編協定調印式挙行[1]。
  - 10月1日 - 米原市が坂田郡近江町を編入。
    - 坂田広域行政組合消防本部が合併前日をもって解散、単独消防として米原市が米原市消防本部を設置[2][3]。
- 2006年（平成18年）
  - 2月13日 - 長浜市、東浅井郡浅井町・びわ町が合併し、改めて長浜市が発足。浅井町・びわ町の管轄は東浅井郡広域行政組合消防本部のまま変わらず。
  - 4月1日 - 長浜市消防本部、米原市消防本部、伊香郡消防組合消防本部、東浅井郡広域行政組合消防本部が統合し、湖北地域消防組合消防本部が発足[1][3]。
    - 発足当時、消防署4カ所出張所6カ所体制、構成自治体は長浜市、米原市、東浅井郡虎姫町・湖北町、伊香郡高月町・木之本町・余呉町・西浅井町の2市6町であった。
- 2007年（平成19年）3月1日 - 高機能消防指令センターが消防本部において運用開始。それぞれ消防署（旧消防本部）で行われていた119番受信、出動指令が統一される[4]。
- 2008年（平成20年）4月1日 - 米原消防署、東浅井消防署、伊香消防署を分署とし、消防署1カ所分署2カ所出張所6カ所体制とする[1]。
- 2010年（平成22年）
  - 1月1日 - 長浜市が東浅井郡虎姫町・湖北町、伊香郡高月町・木之本町・余呉町・西浅井町を編入。構成自治体が長浜市と米原市の2市となる。
  - 4月1日 - 米原分署を再度米原消防署とし、消防署2カ所分署2カ所出張所6カ所体制とする[1]。
- 2019年（平成31年）3月15日 - 高機能消防指令システム運用開始[1]。
- 2019年（令和元年）7月11日 - 湖北地域消防本部・長浜消防署新庁舎竣工、全面供用開始[1]。
- 2020年（令和2年）10月1日  - 消防本部の警防課救急係を救急課とし、5課体制とする。

## 組織
- 消防本部 - 総務課、予防課、警防課、通信指令課、救急課
- 消防署

## 消防署
| 消防署     | 住所             | 分署                                              | 出張所                                                                                                 |
| ---------- | ---------------- | ------------------------------------------------- | --- |
| 長浜消防署 | 長浜市平方町1135 | 東浅井：長浜市五村151 伊香：長浜市木之本町大音151 | 浅井：長浜市三田町1375 びわ：長浜市益田町54 西浅井：長浜市西浅井町小山728 余呉：長浜市余呉町中之郷1015 |
| 米原消防署 | 米原市長岡2811-1 | (無し)                                            | 米原：米原市朝妻筑摩2438 伊吹：米原市曲谷47-1                                                          |